# Just Cause (игра)
Just Cause (с англ. — «Правое дело») — компьютерная игра, экшн от третьего лица, разработанная компанией Avalanche Studios и выпущенная Eidos Interactive. Вышла 26 сентября 2006 года. По сюжету игры главный герой, специальный агент ЦРУ Рико Родригес, отправляется в маленькое тропическое государство Сан-Эсперито с целью любой ценой свергнуть коррумпированную власть президента страны — Сальвадора Мендозы. Игровой процесс нелинеен, 1025 квадратных километров тропических джунглей, пляжей и населённых пунктов можно исследовать в своё удовольствие. Этот беспрецедентный по проработанности игровой мир создан на движке Avalanche Engine, последовательно загружающий детализированные ландшафты, что многократно сокращает время загрузки карты. В игре предусмотрено более 80 способов передвижения по земле, воде и воздуху. В игре есть мотоциклы, автомобили, лодки, субмарины, вертолёты и самолёты, которые можно использовать. Рико предстоит заручиться поддержкой партизан-ополченцев, построить отношения с картелем наркобаронов и выполнить не одну миссию, чтобы свергнуть режим диктатора.

## Игровой процесс
| Системные требования | Системные требования                                     | Системные требования                                   |
| -------------------- | -------------------------------------------------------- | ------------------------------------------------------ |
|                      | Минимальные                                              | Рекомендуемые                                          |
| Microsoft Windows    |                                                          |                                                        |
| ОС                   | Windows XP, Windows Vista, Windows 7                     | Windows XP, Windows Vista, Windows 7                   |
| ЦПУ                  | Intel Pentium 4 1,8 ГГц или AMD Athlon XP 1,8 ГГц        | Intel Pentium 4 2,8 ГГц или AMD Athlon XP 2,8 ГГц      |
| Объём ОЗУ            | 256 Мб (Windows XP); 512 Мб (Windows Vista), (Windows 7) | 1 Гб (Windows XP); 1,5 Гб (Windows Vista), (Windows 7) |
| Место на диске       | 3,5 Гб свободного места                                  | 9,2 Гб свободного места                                |
| Видеокарта           | видеокарта с 64 Мб памяти                                | GeForce 7800 GTX / Radeon HD 2900 GT                   |
| Звуковая плата       | DirectX 9.0c                                             | DirectX 9.0c                                           |

Игра схожа с серией игр Grand Theft Auto. В игре можно свободно ездить по стране, прыгать с парашютом, выполнять различные трюки, нарушать закон и т. д. Игрок начинает игру за Рико Родригеса, агента Американского Центрального разведывательного управления. Ему помогают два других агента — Том Шелдон и Мария Кейн. Обучения в игре нет, управление стандартное — W, A, S, D. Игрок во время игры совершает множество различных трюков. В отличие от Grand Theft Auto в Just Cause есть крюк «Кошка», с её помощью Рико может цепляться за различные игровые объекты (машины, вертолёты, катера и. п.). Командование может помогать Рико — доставлять оружие и транспорт. У Рико есть КПК, с его помощью можно смотреть карту, задания, вызвать помощь и т. д. Также в игре есть возможность освобождать поселения — от деревушек до городов и военных баз. В игре присутствует система лагерей и очков, то есть игрок получает новое оружие и транспорт благодаря очкам — за освобождение, дополнительные миссии и миссии поиска. Ещё в игре есть гонки, но они не дают никаких бонусов. В Just Cause как и в Grand Theft Auto: San Andreas можно плавать в воде и под водой.
Всё оружие в игре делится на 4 большие группы: слоты А (пистолеты и револьверы), В (пистолеты-пулемёты, обрез, гранатомет), С (тяжёлое оружие) и «особое». Оружие из слотов А, В, С можно взять только по одному каждого вида. У Рико изначально есть 2 вида «особого» оружия: это кулаки и его двойные револьверы — Holdt R4 Pitbulls с бесконечным запасом патронов, а также крюк «Кошка». По ходу игры будет открываться всё больше типов оружия.

## Сюжет

### История
Главный герой — агент ЦРУ Рико Родригес, задача которого — свергнуть президента-диктатора. Суперагент прибывает на остров с целью устроить революцию. Сначала ему надо добраться до базы ЦРУ (самое первое укрытие), прикрывая Тома Шелдона, заняв для этого место у пулемёта на джипе. Затем — пробраться в старый форт, где держат лидера повстанцев, и освободить его. После этого предстоит убить Франко Алифано (наркобарона из Америки), притвориться им и получить поддержку наркокартеля Риоха. Освобождая страну, Рико узнаёт все тайны Мендозы. Рико освобождает лидера повстанцев из тюрьмы, уничтожает хранилища с кокой картеля «Монтано», убивает главнокомандующего вооружённых сил Сан-Эсперито генерала Дуранго, и после этого его засылают на «фабрику медикаментов», которая оказывается «местом, где Мендоза шаманит над ОМП» (оружием массового поражения). Ему надо перенаправить ракету и взорвать АЭС, которая в действительности оказывается складом ядерного оружия, убить «маньяка-нациста, протеже самого Вернера фон Брауна в свои 13» Отто Кляйнера, помочь лидеру повстанцев Хосе Карамикасу обратиться с речью к народу Сан-Эсперито, захватить столицу, штаб секретной полиции и убить самого президента. Но убить сразу президента не так легко, сначала надо выполнить все задания, которые будут поставлены перед Рико.

## Критика
| Сводный рейтинг           | Сводный рейтинг | Сводный рейтинг | Сводный рейтинг | Сводный рейтинг         |
| Издание                   | Оценка          | Оценка          | Оценка          | Оценка                  |
| Издание                   | PC              | PS2             | Xbox            | Xbox 360                |
| ------------------------- | --------------- | --------------- | --------------- | ----------------------- |
| GameRankings              | 73,58 %         | 64,65 %         | 73,15 %         | 72,05 %                 |
| Metacritic                | 75/100          | 67/100          | 74/100          | 73/100                  |
| Иноязычные издания        |                 |                 |                 |                         |
| Издание                   | Оценка          | Оценка          | Оценка          | Оценка                  |
| Издание                   | PC              | PS2             | Xbox            | Xbox 360                |
| CGM                       | [ 9 ]           | N/A             | N/A             | N/A                     |
| EGM                       | N/A             | 6,67/10         | 6,67/10         | 6,67/10                 |
| Eurogamer                 | N/A             | N/A             | N/A             | 6/10                    |
| Famitsu                   | N/A             | N/A             | N/A             | 32/40 31/40             |
| Game Informer             | 7,25/10         | 7,25/10         | 7,25/10         | 7,25/10                 |
| GamePro                   | N/A             | N/A             | N/A             | 4,25/5                  |
| GameSpot                  | 7,2/10          | 6,7/10          | 7,2/10          | 7,2/10                  |
| GameSpy                   | N/A             | N/A             | N/A             | [ 17 ]                  |
| GameTrailers              | N/A             | N/A             | N/A             | 7,6/10                  |
| GameZone                  | N/A             | N/A             | 7,5/10          | 7,9/10                  |
| IGN                       | 6,8/10          | 5,5/10          | 6,8/10          | (UK) 8,8/10 (US) 6,8/10 |
| OPM                       | N/A             | 4/10            | N/A             | N/A                     |
| OXM                       | N/A             | N/A             | 8/10            | 8,5/10                  |
| PC Gamer (US)             | 93 %            | N/A             | N/A             | N/A                     |
| The Sydney Morning Herald | [ 30 ]          | [ 30 ]          | [ 30 ]          | [ 30 ]                  |
| The Times                 | [ 31 ]          | [ 31 ]          | [ 31 ]          | [ 31 ]                  |
| Русскоязычные издания     |                 |                 |                 |                         |
| Издание                   | Оценка          | Оценка          | Оценка          | Оценка                  |
| Издание                   | PC              | PS2             | Xbox            | Xbox 360                |
| «Страна игр»              | 7,5/10          | N/A             | N/A             | N/A                     |